# Orator Fuller Cook

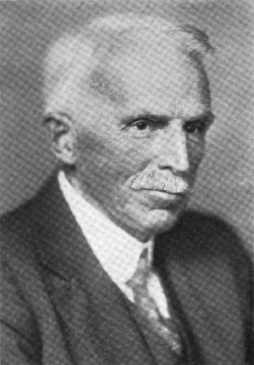
Orator Fuller Cook

Orator Fuller Cook (* 28. Mai 1867 in Clyde, New York; † 23. April 1949 in Lanham, Maryland) war ein amerikanischer Botaniker, Entomologe und Kulturgeograph.
Cook schloss sein Studium 1890 an der Syracuse University ab und arbeitete dort anschließend als Dozent. Ab 1891 wirkte er für die Kolonialisierungsgesellschaft des Staates New York in Liberia und war von 1896 bis 1898 Präsident des Liberia College in Monrovia. Anschließend wechselte er auf eine Stelle als Wissenschaftler am Landwirtschaftsministerium der Vereinigten Staaten und spezialisierte sich auf die baumwolle- und gummiliefernden Pflanzenarten sowie auf die Klassifizierung von Palmengewächsen. Er etablierte durch seine Arbeiten mehrere taxonomische Familien innerhalb der Gliederfüßer (Arthropoda) und war Erstbeschreiber mehrerer Palmenarten. Im Laufe seiner Karriere veröffentlichte er fast 400 Bücher und Artikel. Im Jahr 1930 erhielt er einen Ehrendoktortitel von der Syracuse University.
Cooks offizielles botanisches Autorenkürzel lautet „O.F.Cook“.

## Werke (Auswahl)
- Vegetation affected by agriculture in Central America. US Department of Agriculture, Washington D.C. 1909
- History of the Coconut Palm in America. In: Contributions from the United States National Herbarium. 14(2)/1910. Department of Botany at the National Museum of Natural History, S. 271–342
- Milpa Agriculture, A Primitive Tropical System. In: Annual Report of the Smithsonian Institution for 1919. Smithsonian Institution, Washington D.C. 1921, S. 307–326